# Vessioli (Voznessénskaia)
Vessioli - Весёлый (rus) és un possiólok que pertany al municipi de Voznessénskaia (krai de Krasnodar, Rússia). Es troba a 32 km al sud-est de Labinsk i a 174 km al sud-est de Krasnodar, la capital.